# Norfolk-szigeti galamb
A Norfolk-szigeti galamb (Hemiphaga novaeseelandiae spadicea) a madarak (aves) osztályába és a galambfélék családjába tartozó óriás-gyümölcsgalamb (Hemiphaga novaeseelandiae) kihalt alfaja.

## Előfordulása
Az első leírást a fajról John Latham adta közre 1801-ben, a Supplementum Indicis Ornithologici című könyvben.
A Norfolk galamb húsz kitömött példánya ismert, ezek közül három a Leideni Természettudományi Múzeumban található.
Új-Zélandhoz közeli Norfolk-sziget volt a lakóhelye. Az utolsó példányát 1901 körül látták felbukkanni.
Kihalásában szerepet játszott, hogy az ember a szigetre magával vitt olyan ragadozó állatokat, mint a macska és a menyét. A galambok vadászata és a megjelent ragadozó állatok közösen azt eredményezték, hogy a 20. század kezdetén kihalt a madárfaj.
Közeli rokona a Norfolk-szigeti csillagosgalamb is kihalt madárfaj.

## Emlékmű
Norfolk-sziget kormánya 1971. február 24-én kiadott egy bélyeget, amely ezt a csodaszép madarat ábrázolja.